# Riens du tout
Riens du tout is een Franse film uit 1992. Het is de eerste speelfilm van Cédric Klapisch.

## Samenvatting
Het warenhuis 'Les Grandes Galeries' in Parijs is niet met zijn tijd mee meegegaan en dreigt failliet te gaan. Een nieuwe directeur, meneer Lepetit (letterlijk: 'De Kleine'), krijgt een jaar de tijd om het warenhuis weer winstgevend te maken. Indien hij niet slaagt in zijn opzet gaat het warenhuis onherroepelijk dicht en wordt al het personeel ontslagen. 
Lepetit investeert in computers en besluit een personeelsbeleid te voeren dat gebaseerd is op nieuwe managementtechnieken. Hij legt het accent op de bevordering van de groepsgeest bij zijn personeel. Zo moeten de medewerkers meer eigen verantwoordelijkheid krijgen en weer zin krijgen in samenwerken. Om zijn doel te bereiken zet hij bungeejumpen, lichaamsexpressie, groepswerk, een bivak voor de kaderleden, de oprichting van een koor en een deelname aan de marathon van Parijs op het programma. Met succes, want de omzetcijfers laten een sterke verbetering zien. Het blijkt allemaal echter tevergeefs. De raad van bestuur had al besloten om het warenhuis te verkopen en Lepetit krijgt te horen dat hij alleen maar is ingehuurd om de cijfers op te krikken zodat een hogere verkoopprijs kon worden bedongen.

## Rolverdeling
| Acteur                 | Personage                 |
| ---------------------- | ------------------------- |
| Fabrice Luchini        | Lepetit                   |
| Daniel Berlioux        | Jacques Martin            |
| Marc Berman            | Pizzuti                   |
| Olivier Broche         | Lefèvre                   |
| Antoine Chappey        | François                  |
| Jean-Pierre Darroussin | Domrémy                   |
| Aurélie Guichard       | Vanessa                   |
| Billy Komg             | Mamadou                   |
| Marie Riva             | Zaza                      |
| Simon Abkarian         | de Griekse danser         |
| Zinedine Soualem       | Aziz                      |
| Pierre-Olivier Mornas  | Roger                     |
| Coraly Zahonero        | Véronique                 |
| Karin Viard            | Isabelle                  |
| Nathalie Richard       | Claire                    |
| Odette Laure           | mevrouw Yvonne            |
| Marina Tomé            | monitrice                 |
| Jean-Michel Martial    | Hubert                    |
| Elisabeth Macocco      | mevrouw Dujardin          |
| Marc Maury             | mijnheer Bonjour          |
| Fred Personne          | mijnheer Roi              |
| Lucette Raillat        | Micheline                 |
| Sophie Simon           | Pat                       |
| Alain Guillo           | monitor                   |
| Maïté Nahyr            | de coördinatie-directrice |
| Stéphanie Sec          | de zus van Roger          |